# John Hilliard
John Hilliard (* 29. März 1945 in Lancaster, England) ist ein konzeptueller Künstler. Seine Arbeiten werden als Konkrete Fotografie eingeordnet.

## Werdegang
Hilliard studierte von 1962 bis 1964 am Lancaster College of Art und setzte sein Studium bis 1967 an der Central Saint Martins College of Art and Design in London fort. Während des Studiums der Bildhauerei begann er seine Skulpturen, temporären Installationen und Performances fotografisch zu dokumentieren, um dann die spezifischen Möglichkeiten des Mediums Fotografie, der Arbeit im Fotolabor und der Ausbelichtung in den Mittelpunkt seiner Aufmerksamkeit zu rücken.
In den Niederlanden lehrte Hilliard an der Jan van Eyck Academie in Maastricht und an der Rijksakademie van beeldende kunsten in Amsterdam. In England war er Professor an der Camberwell School of Arts and Crafts und am Chelsea College of Art and Design. Später benannte man ihn zum Professor an der Slade School of Fine Art und zum Direktor des dortigen Graduierten Programms.
Seit 2010 ist Hilliard emeritiert. Er lebt und arbeitet in London.

## Zum Werk
1971 entstand sein Werk Camera Recording Its Own Condition (7 Apertures, 10 Speeds, 2 Mirrors). Einzelnen Fotografien, die in einen Spiegel fotografiert sind und als quadratische Hängung präsentiert werden. Die auslösende Kamera wird zum Bildmotiv. Die 70 Fotografien zeigen immer denselben Bildausschnitt, sind aber mit unterschiedlichen Verschlusszeiten, Blendenzahl und Belichtung fotografiert worden, wodurch divergierende Resultate erzielt werden.
Mit der Arbeit Cause of Death von 1974 zeigt Hilliard Fotografien eines mit einem Tuch bedeckten Körpers, die er mit verschiedenen Titeln versieht. „Crushed/Gebrochen“, „Drowned/Ertrunken“, „Burned/Verbrannt“, und „Fell/Niedergestreckt“. Obwohl die Fotos dokumentarischen Charakter haben, wird der Inhalt durch den Zusatz verschiedener Titel verändert. Zwar kann die Kamera nicht lügen, aber sie erzählt verschiedene Wahrheiten.
December Water von 1976 ist ein aus drei Fotos bestehendes Triptychon. Die Fotos sind vom selben Standpunkt aus aufgenommen und haben dasselbe Bildmotiv. Unterschiedlich ist der Fokus. Der Brennpunkt ist jeweils auf den Vordergrund, Mittelgrund oder den Hintergrund gelegt.
In den späteren Werken arbeitet Hilliard mit Mehrfachbelichtungen sowie Drehungen des Bildmotivs. Er thematisiert Beleuchtung und Maßstäbe.

## Auszeichnungen (Auswahl)
- 1965: Reisestipendium in die USA
- 1976–1978: Northern Arts Fellow in Visual Art, Newcastle upon Tyne
- 1986: David-Octavius-Hill-Medaille der Deutschen Fotografischen Akademie

## Ausstellungen
Hilliard wird vertreten von der ARTRA Galerie in Mailand, der Richard Saltoun Gallery in London, der Galerie Raum mit Licht in Wien und der L.A. Galerie in Frankfurt am Main.
Er hatte zahlreiche Einzelausstellungen und nahm an der documenta 6 teil.